# Stirring Days in Old Virginia
Stirring Days in Old Virginia è un cortometraggio muto del 1909 diretto da Otis Turner.

## Trama
Ispirato alla nota pièce teatrale The Warrens of Virginia, il film si svolge nel 1865, durante gli ultimi mesi della guerra di secessione americana ed è ambientato nella dimora della famiglia Warren, occupata dalle truppe dell'Unione, in Virginia (la old Virginia, comprendente cioè anche l'attuale Virginia Occidentale). Nel frattempo il capitano Warren prosegue le sue missioni segrete per conto della Confederazione e, dopo numerose scene di battaglia (apprezzabili dal punto di vista cinematografico), può finalmente riabbracciare la sua giovane moglie.

## Produzione
Il film fu prodotto dalla Selig Polyscope Company.

## Distribuzione
Distribuito dalla Selig Polyscope Company, il film - un cortometraggio in una bobina - uscì nelle sale cinematografiche statunitensi il 4 febbraio 1909.